# オリンピックのクウェート選手団
オリンピックのクウェート選手団（オリンピックのクウェートせんしゅだん）は、クウェート国のオリンピック選手団。クウェート選手団は1968年メキシコシティーオリンピックから参加した。1980年モスクワオリンピックでは西側諸国の多くがボイコットにより不参加となったがクウェート選手団は参加している。冬季オリンピックへの参加はまだない。

## 概要
これまでに夏季オリンピックで獲得したメダルは3個。全てクレー射撃によるもので、2000年シドニーオリンピック射撃男子ダブルトラップと2012年ロンドンオリンピック射撃男子トラップでフェハイド・アッ＝ディハニが、2020年東京オリンピック射撃男子スキートでアブドゥラ・アッ＝ラシディがそれぞれ銅メダルを獲得している。アッ＝ディハニとアッ＝ラシディは後述する2016年リオデジャネイロオリンピックの独立参加選手団でもメダルを獲得している。
2010年1月4日、クウェート政府が国内のスポーツ組織に干渉できる国内法の是正が履行されなかったため、IOCからクウェートオリンピック委員会が資格停止処分を受けた。そのため2010年シンガポールユースオリンピックや2010年アジア競技大会に国としての参加ができず、「クウェートからのユースオリンピック選手団」「クウェートからのアジア競技大会選手団」として、開会式・閉会式・表彰式などではクウェートの国旗を使わず五輪旗を用いて参加することになった。
2012年7月に資格停止を解除され、2012年ロンドンオリンピックは国として参加することが可能になったが、国内法の整備の約束が11月22日までに履行されなかったため、2012年11月23日に再度IOCより資格停止の警告を受けた。その後12月4日に開かれたIOC理事会で資格停止を免れた。
その後、2015年10月27日にも、政府の介入などを理由にIOC理事会は資格停止処分を決定。2016年6月2日の理事会でも、この資格停止処分を解除しないことを表明し、クウェートの選手は2016年リオデジャネイロオリンピックでは国を代表しない個人資格での参加とし、上記同様五輪旗を用いて参加することになった。

## メダル獲得数一覧

### 夏季オリンピック
| 大会名                | 金               | 銀               | 銅               | 計               |
| 1968 メキシコシティー | 0                | 0                | 0                | 0                |
| 1972 ミュンヘン       | 0                | 0                | 0                | 0                |
| 1976 モントリオール   | 0                | 0                | 0                | 0                |
| 1980 モスクワ         | 0                | 0                | 0                | 0                |
| 1984 ロサンゼルス     | 0                | 0                | 0                | 0                |
| 1988 ソウル           | 0                | 0                | 0                | 0                |
| 1992 バルセロナ       | 0                | 0                | 0                | 0                |
| 1996 アトランタ       | 0                | 0                | 0                | 0                |
| 2000 シドニー         | 0                | 0                | 1                | 1                |
| 2004 アテネ           | 0                | 0                | 0                | 0                |
| 2008 北京             | 0                | 0                | 0                | 0                |
| 2012 ロンドン         | 0                | 0                | 1                | 1                |
| 2016 リオデジャネイロ | 独立参加での参加 | 独立参加での参加 | 独立参加での参加 | 独立参加での参加 |
| 2020 東京             | 0                | 0                | 1                | 1                |
| 2024 パリ             | 0                | 0                | 0                | 0                |
| 合計                  | 0                | 0                | 3                | 3                |

### 夏季オリンピック競技別
| 競技           | 金 | 銀 | 銅 | 計 |
| -------------- | -- | -- | -- | -- |
| 射撃           | 0  | 0  | 3  | 3  |
| 計 (競技数: 1) | 0  | 0  | 3  | 3  |